# Maher Bouallègue
Maher Bouallègue (arabe : ماهر بوعلاق), né le 27 août 1969, est un athlète handisport tunisien.

## Palmarès
- Jeux paralympiques d'été de 2000
  -  Médaille d'or sur 800 mètres
  -  Médaille d'or sur 1 500 mètres
  -  Médaille d'or sur 5 000 mètres
- Jeux paralympiques d'été de 2004
  -  Médaille d'or et record du monde sur 1 500 mètres
  -  Médaille d'or sur 5 000 mètres
  -  Médaille d'or du 10 000 mètres
  -  Médaille d'argent sur 800 mètres